# انسکو

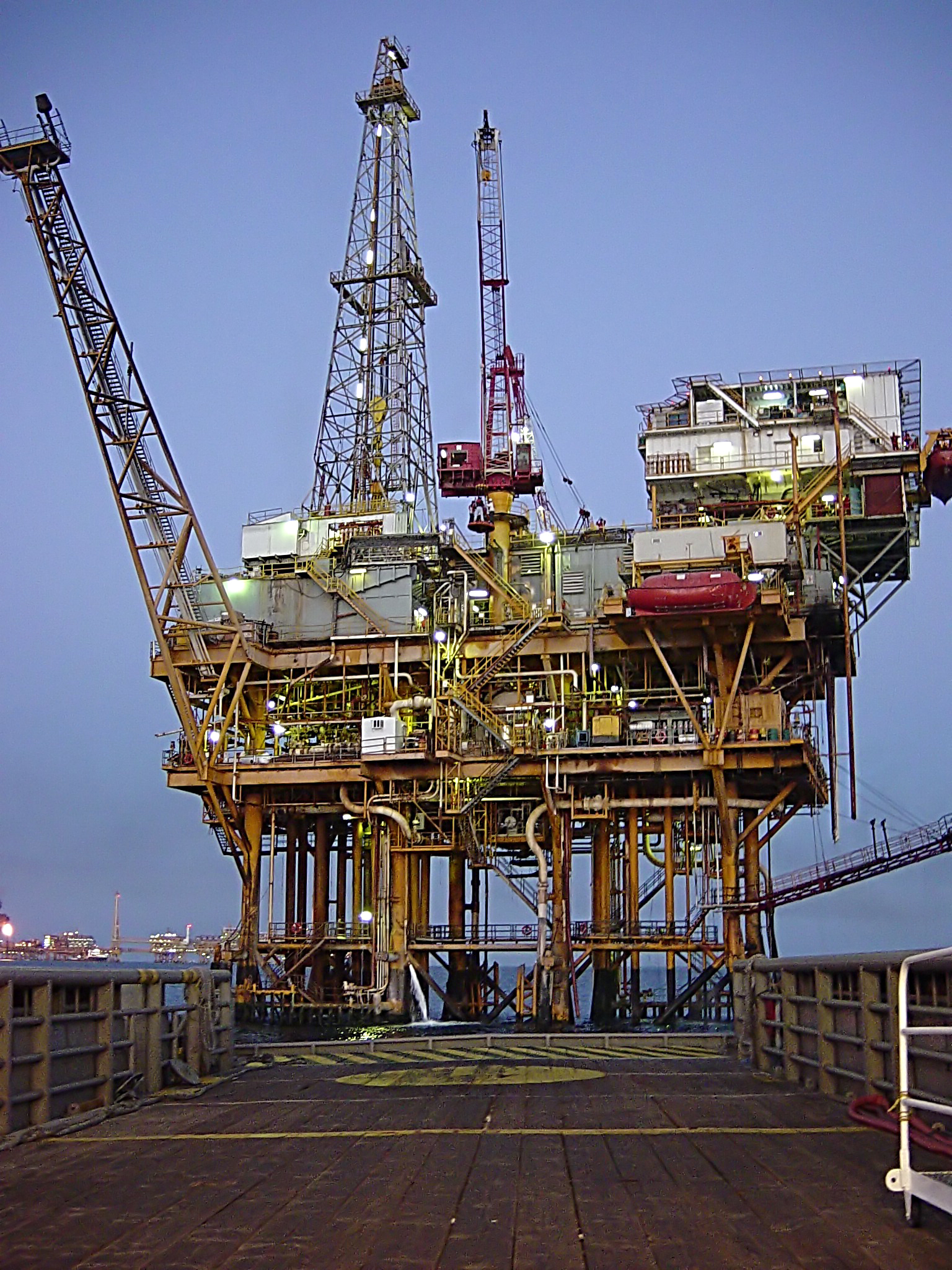
سکوی حفاری فراساحلی شرکت انسکو، در خلیج فارس

انسکو (به انگلیسی: Ensco) شرکت چندملیتی خدمات نفت و گاز است، که دفتر مرکزی آن در شهر لندن، انگلستان قرار دارد.
این شرکت، دومین کمپانی بزرگ در زمینه حفاری مناطق دریایی نفت و گاز در جهان است. شرکت انسکو، دارای ۴۹ جک یوپی‌اس دریایی، ۷ سکوی حفاری فراساحلی و ۲۰ سکوی نیمه شناور حفاری می‌باشد.
انسکو پی‌ال‌سی، در سال ۱۹۸۷ در دالاس، ایالات متحده تأسیس گردید، سپس در سال ۲۰۰۹ دفتر مرکزی آن، به بریتانیا و شهر لندن انتقال یافت؛ ولی کارکنان کمپانی، همچنان در دالاس باقی ماندند.
شرکت انسکو با بیش از ۷٬۰۰۰ کارمند و درآمد سالانه‌ای معادل ۲٫۳ میلیارد دلار، به عنوان یک شرکت عمومی در بورس اوراق بهادار نیویورک با نماد ای‌اس‌وی ESV معامله می‌نماید.